# Digital eXtreme Definition
Il Digital eXtreme Definition (DXD) è un formato audio numerico, sviluppato originariamente per l'editing di registrazioni in alta risoluzione in DSD, standard audio utilizzato nel formato Super Audio CD (SACD).

## Generalità
Poiché il formato DSD a 1 bit, utilizzato su SACD, non è adatto per l'editing, durante la fase di masterizzazione è necessario utilizzare altri formati, come il DXD o il DSD-Wide. Contrariamente o al DSD-Wide o al DSD che offrono un buone possibilità di editing, equalizzazione e dissolvenza incrociata alla frequenza di campionamento DSD (64 frame, 2.822 MHz), il formato DXD è un segnale con modulazione PCM con una risoluzione di24 bit (8 bit in più rispetto ai 16 bit utilizzati per il Red Book CD) campionato a 352,8 kHz - otto volte la frequenza di campionamento di 44,1 kHz, del Red Book CD. La velocità dei flusso dei dati è di 8,4672 Mbit/s per canale, tre volte quella del DSD64. Il DXD utilizza anche una vasta gamma di plugin disponibili per workstation audio digitali basate su PCM, come Cubase, Logic Studio, Digital Performer, ecc.
Il DXD è stato inizialmente sviluppato per la workstation Merging Pyramix e introdotto col loro convertitore analogico/digitale Sphynx 2, nel 2004. Questa combinazione significava che era possibile registrare e modificare direttamente in DXD e che il campione veniva convertito in DSD solo una volta, prima della pubblicazione in SACD. Questo offre un enorme vantaggio all'utente, poiché il rumore di quantizzazione e compressione generato dalla conversione del DSD aumenta notevolmente sopra i 20 kHz e viene generato più rumore ogni volta che un segnale viene riconvertito in DSD durante l'editing.
Attualmente, DXD viene utilizzato anche come formato di distribuzione musicale in alcuni negozi Web HD per via dell'assenza del rumore tipico del formato DSD.